# Positronio

Raffigurazione schematica del positronio, dove elettrone e positrone orbitano attorno al loro comune centro di massa.

Il positronio (simbolo: Ps) è un sistema legato (ΔU < 0) costituito da un elettrone (e−) e dalla sua antiparticella, il positrone (e+). Questi sono legati dalla forza elettromagnetica a formare un atomo esotico, che è di tipo idrogenoide ed è quello più semplice in quanto costituito solo da leptoni  (atomo leptonico). Le due particelle componenti sono in sé stabili, ma il sistema è instabile e va soggetto a decadimento per annichilazione, dando luogo a due o più fotoni gamma.
In quanto formato da una particella (carica) e la sua antiparticella, il positronio è anche il più semplice degli onii.
Le due particelle orbitano intorno al loro centro di massa e l'insieme dei loro livelli energetici è analogo a quello dell'atomo di idrogeno. A causa però del fatto che la massa ridotta del sistema è praticamente pari alla metà della massa di un elettrone (μ ≈ 1/2 me), i livelli energetici, e quindi le frequenze associate alle linee spettrali, hanno valori che sono la metà circa di quelli corrispondenti dell'atomo di idrogeno, nel quale è invece μ ≈ me; in particolare, il suo potenziale di ionizzazione ammonta a 6,8 eV, mentre per H è il doppio: 13,6 eV.

## Previsione e scoperta
Lo scienziato croato Stjepan Mohorovičić previde l'esistenza del positronio descrivendone diverse proprietà in una relazione del 1934 pubblicata dall'Astronomische Nachrichten, dove denominava "electrum" questo sistema che considerava come atomo di un nuovo elemento. Il positronio fu poi scoperto sperimentalmente da Martin Deutsch al MIT nel 1951, assumendo il nome attuale.

## Positronio in specie molecolari e ioniche
Come l'atomo di idrogeno, il positronio può formare la sua "molecola", il dipositronio Ps2, analoga al diidrogeno H2, ed altre molecole esotiche, tra cui la molecola mista idruro di positronio PsH; sono noti anche gli alogenuri PsX (X = F, Cl, Br, I), analoghi agli acidi alogenidrici, e il cianuro PsC≡N, analogo all'acido cianidrico HC≡N.
L'«atomo» di positronio è anche in grado di formare il suo "anione" Ps–, l'analogo dello ione idruro H–, composto da un positrone e due elettroni. A tal proposito, l'affinità elettronica del positronio è stimata in 0,327 eV, un po' meno della metà di quella dell'atomo di idrogeno (0,754 eV). È possibile far perdere l'elettrone dando l'analogo del catione H+, ma questo corrisponde evidentemente al singolo positrone, Ps+ = e+.
La prima osservazione di molecole di dipositronio — costituite di due atomi di positronio — venne riportata il 12 settembre del 2007 da David Cassidy e Allen Mills dell'Università della California - Riverside.
Il positronio trova applicazione nello studio della struttura elettronica dei materiali.

## Stati e modi di decadimento
Lo stato fondamentale del positronio, come quello dell'atomo di idrogeno, ha due configurazioni possibili che dipendono dalle orientazioni relative degli spin delle due particelle componenti, qui l'elettrone e il positrone.
Lo stato di singoletto con spin antiparallelo  (S = 0, Ms = 0) è noto come para-positronio (p-Ps) ed è denotato come 1S0. Ha una vita media di 0,125 ns e decade in modo preferenziale in due raggi gamma simultanei e che si propagano in direzioni opposte (180°), aventi ciascuno un'energia di 511 keV (nel centro di massa).
Il para-positronio può decadere in ogni numero pari di fotoni (2, 4, 6, ...), ma la probabilità decresce rapidamente con l'aumentare del numero: il rapporto di ramificazione per il decadimento in 4 fotoni è 1,439(2) × 10−6.
La vita media t0 del para-positronio (S = 0) è data dalla relazione:
{\displaystyle t_{0}={\frac {2\hbar }{m_{e}c^{2}\alpha ^{5}}}=0{,}1244\;{\text{ns}}}
dove α è la costante di struttura fine.
La rilevazione dei fotoni di decadimento del positronio consente la ricostruzione del vertice del decadimento e consente quindi la sua localizzazione; in tal modo, il decadimento del positronio viene utilizzato in medicina nucleare nella tomografia a emissione di positroni.
Lo stato di tripletto con spin paralleli (S = 1, Ms = −1, 0, 1) è noto come orto-positronio (o-Ps), indicato come 3S1.  Lo stato di tripletto è leggermente meno stabile di quello di singoletto di 0,001 eV e nel vuoto ha una vita media di 142,05 ± 0,02 ns; la modalità principale di decadimento è in tre fotoni gamma o comunque in un numero dispari, anche se già la modalità di decadimento con cinque fotoni ha un rapporto di ramificazione di ~1,0×10−6.
La vita media t1 dell'orto-positronio (S = 1) è data approssimativamente dalla relazione:
{\displaystyle t_{1}={\frac {{\frac {1}{2}}9h}{2m_{e}c^{2}\alpha ^{6}(\pi ^{2}-9)}}=138{,}6\;{\text{ns}}}
Un calcolo più accurato fornisce il valore di 142 ns.
Il positronio nello stato metastabile 2S ha una vita media di 1,1 μs rispetto alla sua annichilazione in fotoni gamma, ma tale stato eccitato si diseccita velocemente al suo stato fondamentale, nel quale la sua annichilazione è molto più rapida.  Le misurazioni di queste durate di vita media, così come i livelli energetici del positronio, sono stati usate nei test di precisione dell'elettrodinamica quantistica (QED).

### Annichilazione del positronio non interagente

Differente abilità nel penetrare la materia da parte delle radiazioni ionizzanti: le particelle α vengono bloccate da un foglio di carta, quelle β da una lastra di alluminio mentre i raggi γ richiedono uno spesso blocco di piombo.

L'annichilazione del positronio isolato (non interagente) può procedere attraverso un numero di canali, ciascuno dei quali produce due o più raggi gamma, aventi un'energia complessiva di 1022 keV (dato che ciascuna delle particelle che si annichilano ha una massa di 511 keV/c2); il numero dei fotoni gamma prodotti dipende dall'orientazione relativa degli spin dell'elettrone e del positrone: il p-Ps (singoletto) decade in numero pari di fotoni a partire da 2, mentre l'o-Ps (tripletto) in un numero dispari a partire da 3. Sono stati osservati fino a cinque fotoni gamma da annichilazione in esperimenti di laboratorio, confermando le previsioni dell'elettrodinamica quantistica a un'approssimazione di ordine molto elevato.
È anche possibile l'annichilazione in una coppia neutrino-antineutrino, ma la probabilità prevista è trascurabile. Il rapporto di ramificazione per il decadimento di o-Ps a dare una coppia neutrino-antineutrino, entrambi di tipo elettronico, è di 6,2×10−18  ed è di 9,5×10−21 per ogni altro tipo di neutrino diverso da quello elettronico. Questo nelle previsioni basate sul Modello standard, ma potrebbe aumentare adoperando le proprietà del neutrino non standard, come la massa o un momento magnetico relativamente elevato. I limiti superiori sperimentali riguardanti il rapporto di ramificazione per questo decadimento sono: < 4,3×10–7 (per il p-Ps) e < 4,2×10–7 (per l'o-Ps).

### Annichilazione del positronio interagente

Differente abilità nel penetrare la materia da parte delle radiazioni ionizzanti: le particelle α vengono bloccate da un foglio di carta, quelle β da una lastra di alluminio mentre i raggi γ richiedono uno spesso blocco di piombo.

Il decadimento del positronio a dare un singolo fotone è possibile soltanto quando esso interagisce con una particella o con un campo. Questo può accadere con la presenza un'altra particella (per es. un elettrone o un nucleo atomico) in prossimità del positronio, con la quale esso possa interagire e alla quale possa essere trasferita una parte dell'energia e della quantità di moto nell'evento di annichilazione; inoltre, in presenza di campi magnetici molto forti, dell'ordine di ≈ 1012 Gauss (come quelli che si crede siano presenti nelle stelle di neutroni), l'annichilazione in un solo fotone diviene possibile perché il campo magnetico assorbe parte dell'energia e della quantità di moto.

## Livelli di energia
Mentre il calcolo preciso dei livelli energetici del positronio utilizza l'equazione di Bethe-Salpeter, la similarità tra il positronio e l'idrogeno consente una stima approssimativa, dove i livelli di energia sono differenti fra i due a causa del diverso valore della massa, m*, usata nell'equazione dell'energia
{\displaystyle E_{n}=-{\frac {\mu q_{e}^{4}}{8h^{2}\varepsilon _{0}^{2}}}{\frac {1}{n^{2}}}\,.}
Vedi Modello di Bohr per una derivazione.
{\displaystyle q_{e}} è il valore della carica elettrica elementare (quella dell'elettrone, come pure quella del positrone)
{\displaystyle h} è la costante di Planck
{\displaystyle \varepsilon _{0}} è la costante dielettrica del vuoto (altrimenti nota come permettività del vuoto) e infine
{\displaystyle \mu } è la massa ridotta del sistema delle due particelle
La massa ridotta in questo caso è
{\displaystyle \mu ={{m_{e}m_{p}} \over {m_{e}+m_{p}}}={\frac {m_{e}^{2}}{2m_{e}}}={\frac {m_{e}}{2}},}
dove
{\displaystyle m_{e}} e {\displaystyle m_{p}} sono, rispettivamente, la massa dell'elettrone e del positrone — che sono la stessa secondo la definizione di particelle e antiparticelle.
Perciò, per il positronio, la sua massa ridotta si differenzia solo dalla massa a riposo dell'elettrone di un fattore di 2. Questo fa sì che anche i livelli di energia siano grosso modo di circa la metà di quelli dell'atomo di idrogeno.
Così infine, i livelli energetici del positronio sono dati da
{\displaystyle E_{n}=-{\frac {1}{2}}{\frac {m_{e}q_{e}^{4}}{8h^{2}\varepsilon _{0}^{2}}}{\frac {1}{n^{2}}}}  da cui, per n = 1, si ha: E1 = 6,8 eV;
questo valore è anche, formalmente, il potenziale di ionizzazione del positronio stesso.
L'energia di legame del positronio allo stato fondamentale (n = 1) è −6,8 eV. Il successivo livello energetico (n = 2) è −1,7 eV. Il segno negativo implica uno stato legato. Notiamo anche che l'equazione di Dirac a due corpi, composta da un operatore di Dirac per ognuno delle due particelle puntiformi che interagiscono tramite l'interazione di Coulomb, può essere esattamente separata nel riferimento del centro di massa (relativistico) e l'autovalore dell'energia dello stato fondamentale che ne risulta è stato ottenuto con grande precisione utilizzando metodi degli elementi finiti di Janine Shertzer. I loro risultati condussero alla scoperta di stati anomali.

## Applicazioni
Nel 2023 gli scienziati della collaborazione AEgIS al CERN sono riusciti per la prima volta a raffreddare mediante laser il positronio a 170 gradi Kelvin . Ciò è la premessa per ottenere un Condensato di Bose-Einstein per l'antimateria, dalla quale sono emessi raggi gamma. Se risultasse che questi ultimi sono coerenti come il condensato, potrebbero in futuro essere utilizzati per nuove tecniche di imaging ad alta risoluzione.